# Hoplia paupera
Hoplia paupera är en skalbaggsart som beskrevs av Krynicky 1832. Hoplia paupera ingår i släktet Hoplia och familjen Melolonthidae. Inga underarter finns listade i Catalogue of Life.